# Front Ansar Dine
Le Front Ansar Dine (arabe : جبهة أنصار الدين, « Le Front des partisans de la religion ») était une alliance de groupes rebelles salafistes djihadistes, active de 2014 à 2017 au cours de la guerre civile syrienne.

## Histoire
Le Front Ansar Dine est formé le 25 juillet 2014, il rassemble quatre groupes armés :
- Le Harakat Cham al-Islam[1] ;
- Jaych al-Mouhajirine wal-Ansar[1] ;
- Le Harakat Fajr al-Cham al-Islamiyya[1] ;
- Le Bataillon Vert[1].

Le Bataillon Vert est dissout en octobre 2014 et rallie Jaych al-Mouhajirine wal-Ansar,, qui rallie lui-même le Front al-Nosra le 23 septembre 2015.
Le 10 décembre 2016, les deux derniers mouvements, le Harakat Cham al-Islam et le Harakat Fajr al-Cham al-Islamiyya, annoncent leur fusion complète au sein du Front Ansar Dine.
Le 2 juillet 2015, le Front Ansar Dine forme avec 13 autres groupes djihadistes — dont le Front al-Nosra et Ahrar al-Cham — un nouveau groupement d'opérations baptisé Ansar al-Charia (partisans de la Charia), actif dans le gouvernorat d'Alep,,,.
Allié à la fois au Front islamique et à l'État islamique, le mouvement ne prend pas partie dans le conflit qui oppose l'EI à l'ensemble des autres groupes rebelles. Le 1er mai 2015, l'une de ses composantes, Jaych al-Mouhajirine wal-Ansar, se désolidarise de l'État islamique via un communiqué officiel, condamnant ses actions violentes envers les autres groupes rebelles, déclarant également ne pas reconnaître le califat autoproclamé d'Abou-Bakr al-Baghdadi.
Le 28 janvier 2017, le Front Ansar Dine fusionne avec le Front Fatah al-Cham, le Harakat Nour al-Din al-Zenki, le Liwa al-Haq et Jaych al-Sunna pour former Hayat Tahrir al-Cham.
Cependant, le 1er février 2018, le Harakat Fajr al-Cham al-Islamiyya et son chef, Abou Abdallah al-Chami, quittent Hayat Tahrir al-Cham et redeviennent indépendants.
En octobre 2018, le Front Ansar Dine forme une nouvelle alliance avec Ansar al-Tawhid, Tanzim Hurras ad-Din et Ansar al-Islam appelée Wa Harid al-Mumimin, qui rejette l'accord russo-turc de Sotchi établissant une zone démilitarisée à Idleb.

## Idéologie
Le Front Ansar Dine est salafiste djihadiste, il se situe, selon l'islamologue Romain Caillet, « dans une perspective de « jihad global » s’inspirant d’al-Qaïda, même si les groupes à l'origine du Front Ansar ad-Din n'ont jamais constitué des branches régionales ».